# Контактный чан
Контактный чан — емкостное оборудование, предназначенное для оттирки, перемешивания пульп с реагентами перед процессом флотации, приготовления рабочих составов реагентов, а также может быть использован в качестве активного зумпфа для поддержания твёрдого во взвешенном состоянии на обогатительных фабриках металлургической, химической и других отраслей промышленности.

## Характеристики
- рабочий объём — до 55м³
- потребляемая мощность — до 30Квт
- габаритные размеры: длина — до 5700 мм, ширина — до 5607 мм, высота — до 8380мм
- рабочий объём — до 100³
- мощность электродвигателя — до 55кВт
- масса — до 15000кг
- вместимость — до 100 м³

## Применение
- растворение реагентов
- контактирование с реагентами различных пульп
- перемешивание
- аналогичные технологические процессы

## Рабочие инструменты
- корпус
- мост
- вставка циркуляционная
- вставка верхняя
- шпиндель
- вал импеллера
- импеллер
- патрубок дренажный
- патрубок разгрузочный
- рассекатель
- стойка с двигателем

## Классификация

### По виду корпуса
- корпусные контактные чаны
- бескорпусные контактные чаны

### По виду исполнения
- обычные контактные чаны
- кислотостойкие контактные чаны